# لی مری‌وثر
لی مری‌وثر (انگلیسی: Lee Meriwether؛ زادهٔ ۲۷ مهٔ ۱۹۳۵) هنرپیشه، صدا پیشه و ملکه زیبایی اهل آمریکا است. او به نمایندگی از کالیفرنیا برنده دوشیزه آمریکا ۱۹۵۵ شده است.
از فیلم‌ها یا برنامه‌های تلویزیونی که وی در آن نقش داشته است می‌توان به تونل زمان و هدیه نهایی اشاره کرد.